# アグスタ A119 コアラ

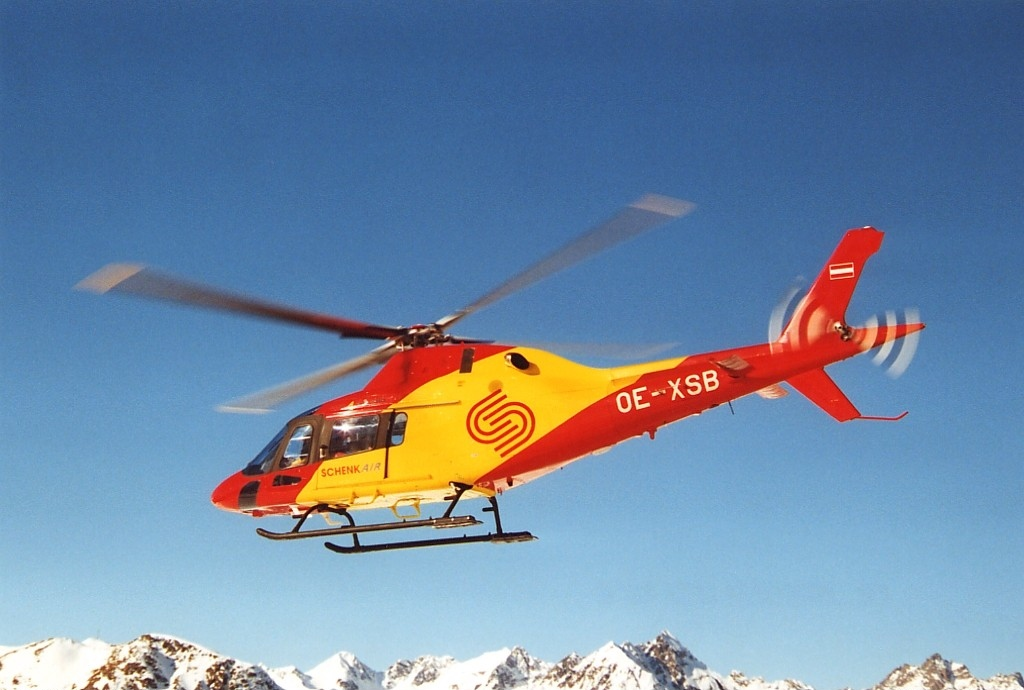
アグスタ A119

アグスタ A119 コアラは、アグスタが民間機市場向けに開発した単発エンジンの8人乗りの多目的ヘリコプターである。
2000年にアグスタがウェストランド・ヘリコプターと合併しアグスタウェストランドとなると名称をAW119に変更した。

## 開発
双発式に比べて運行経費を抑える目的で単発式として開発された。
A119は、設計が始められた当初1970年代に開発されたアグスタ A109の胴体を伸ばして11人乗りとする方針だったが製造されなかった。
1994年にアグスタが金融上、回復できるまで航空機の生産は中断されたと想像される。
翌1995年、2機の試作機が飛行した。最初の一機は静的試験に供され、2機目は1995年6月のパリ航空ショーにて公開された。耐空証明は1997年取得した。しかし、性能を上げる為にチュルボメカ アリエル 2KIからプラット・アンド・ホイットニーPT6Bに換装した。

## 設計
設計はアグスタの秀作であるA109を踏襲しているが、単発式になり降着装置がA109の格納式の車輪からスキッド式になり、客室が広くなり、座席は3席に拡張している。
展示飛行の為に注目されるように黄色と赤色に塗装された2機の試作機が使用された。

## 種類
- A119 - 原型機 (AW119アグスタウエストランドに吸収後)
- AW119 Ke - 回転翼を再設計、燃費向上[4]

## 運行者
主な運行者
- TexAir Helicopters - 7機
- ニューヨーク市警察 - 4機
- Tri-State CareFlight - 4機
- Phoenix Police Department - 3機
- メキシコメヒコ州政府
- フィンランド国境警備隊
- アメリカ海軍
- イスラエル航空宇宙軍 - 2019年2月、老朽化したOH-58の代替として7機のAW119Kx練習ヘリコプターを調達した[6]。2020年2月、さらに5機を調達[7]。
- 大韓民国警察庁
- ブラジル
  - リオグランデ・ド・スル州
  - サンタカタリーナ州
  - ゴイアス州
- アルジェリア空軍
- Westpac Life Saver Rescue Helicopter Service

## 日本国内での運用者
日本国内では、大阪の企業が人員輸送用として1機運行している。

## 登場作品

### テレビアニメ
- ラブライブ！サンシャイン!!

小原家の自家用ヘリとして登場。

## リンク
- AW119 product page
- AW119Kx announcement press release